# Courtney Cummz
Courtney Cummz (Shepherdstown, Virgínia Ocidental, 4 de dezembro de 1981) é uma atriz pornográfica americana.

## Biografia
Seu primeiro trabalho foi como garçonete em uma franquia da Applebee's, em Virgínia Ocidental. Mais tarde, enquanto fazia universidade na Flórida, trabalhou como garçonete em um clube de nudismo, onde trabalhava de topless. Enquanto estava na faculdade, estudou design de moda e marketing e teve apenas que fazer um estágio para ganhar seu diploma.
Ela começou a trabalhar no pornô porque a Flórida havia sofrido com furacões, o que manteve as pessoas longe do resort onde trabalhava. O seu nome artístico surgiu porque todos os seus amigos lhe apelidaram de "CC", e ela gostava do nome "Courtney".

Um de seus amigos sugeriu "Cums" como segundo nome em referência a sua masturbação frequente, que acabou se tornando "Cummz".
Em seus primeiros meses estava fazendo, pelo menos, trinta cenas por mês e quase todas envolvendo sexo anal. Em outubro de 2005 assinou com a produtora Zero Tolerance Entertainment, sendo este o primeiro contrato com uma garota. Ela tem um contrato exclusivo com a ZT, sendo também para dirigir filmes para a empresa.
Em 2006, dirigiu seu primeiro filme, Face Invaders, estrelado por Eva Angelina. Ao longo de 2007, ela apresentava um programa na extinta rádio KSEX, chamado Courtney Cummz & The Hottest Girls of Porn.

## Prêmios
- 2006: Hottest Girl in Porn[12]
- 2006: Temptation Awards – Performer of the Year[13]
- 2006: Adam Film World – Female Performer of the Year[14]
- 2007: F.A.M.E. Award – Favorite Anal Starlet[15]
- 2007: Adultcon Award – Best Actress for Self-Pleasure Performance[16]
- 2007: Adam Film World – Best Interactive Sex Movie for Interactive Sex with Courtney Cummz[17]

## Filmes dirigidos
- Face Invaders (2006)
- Courtney's Pussycats (2007)
- Whack Jobs (2007)
- Face Invaders #2 (2007)
- Courtney's Pussycats #2 (2007)
- Whack Jobs #2 (2007)
- Courtney's Pussycats #3 (2008)
- Whack Jobs #3 (2008)
- Face Invaders #3 (2008)